# Панагия Певковунойатрисса
Панагия Певковунойатрисса (греч. Μονή Παναγίας Πευκοβουνογιάτρισσας) — женский православный монастырь старостильной ИПЦ Греции (Синод Матфея), расположенный недалеко от города Кератея, в Восточной Аттике, в Греции.
Кафоликон обители освящён в честь Введения во храм Пресвятой Богородицы.

## История
Монастырь был основан в 1927 году архимандритом Матфеем (Карпафакисом) и стал одним из духовно-административных центров Церкви истинно-православных христиан Греции (Синод Матфея). Первой настоятельницей монастыря стала монахиня Мариам (Сулакиоту).
В период Второй мировой войны, родители, которые были не в силах прокормить своих детей, отдавали девочек в монастырский приют. В этой связи, игуменья Мариам позднее была обвинена в злоупотреблениях и в 1950 году заключена в тюрьму, где и скончалась в 1954 году. Монастырь в 1950 году был передан правительством в ведение «флоринитского» Синода, возглавляемого Хризостомом (Кавуридисом). В 1956 году монастырь вернулся в юрисдикцию «матфеевского» Синода.
С 1948 года духовником обители был епископ (позднее архиепископ) Андрей (Анестис) (с 1950 года — был в заключении). Решением Синода за № 227 от 15 ноября 1967 года помощником архиепископу Андрею был назначен иеромонах Иоаникий (Бетани).
В 1995 году, после отстранения на церковном суде с должности настоятельницы игуменьи Нектарии (Каракуни), принявшей сторону «раскола пятерых митрополитов», должность настоятельницы стала исполнять монахиня Макрина (Зоту).

## Некрополь
В монастырском архиерейском некрополе с церковью в честь святого Модеста захоронены все предстоятели, а также ряд митрополитов и епископов «матфеевского» Синода Церкви ИПХ Греции — Матфей (Карпафакис), Агафангел (Елевфериу), Андрей (Анестис); митрополиты Фивский Иоанн (Балцакис), Аттикийский Мелетий (Костакис), Фессалоникийский Димитрий (Псарофеодоропулос), Триккийский Виссарион (Балцакис) и другие.
В монастыре хранится глава Екатерины Рути, принявшей мученическую кончину 15 ноября 1927 года во время нападения на Матфея (Карпафакиса).

## Настоятельницы
- Мариам (Сулакиоту) (1927—1954)
- Ефросиния (Мендрина) (21 ноября 1955—1980)
- Епистимия (Аламани) (15 апреля 1981—1993)
- Нектария (Каракуни) (13 сентября 1993—1995)
- Макрина (Зота) (1995 — †2004)
- Синклитикия (Цакироглу) (с 2004)